# Tuyến Yamanote
Tuyến Yamanote (山手線 (Sơn Thủ Tuyến) Yamanote-sen, mã: JY) là một tuyến đường sắt vòng quanh Tokyo, Nhật Bản, điều hành bởi Công ty Đường sắt Đông Nhật Bản (JR East). Đây là tuyến bận rộn và quan trọng nhất của Tokyo, kết nối các vùng và ga chính chung quanh Tokyo như Marunouchi, khu vực Yurakucho/Ginza, Shinagawa, Shibuya, Shinjuku, Ikebukuro và Ueno, với tất cả 30 ga bằng đường sắt cả nổi và ngầm.
Tuyến Yamanote "chính thức" chỉ nối từ ga Shinagawa tới ga Tabata, đi qua Shinjuku, sử dụng tàu phổ thông đi trên đường riêng và song song với Tuyến Vận tải Yamanote được sử dụng cho Tuyến Saikyō và Tuyến Shōnan-Shinjuku, một số tàu tốc hành như Narita Express, và các tàu chở hàng thông thường. Tuy nhiên ngày nay, tuyến Yamanote nói chung bao gồm toàn bộ 34,5 km đường sắt vòng quanh Tokyo (đi tiếp từ ga Tabata về Shinagawa, nhưng qua ga Ueno, ga Tokyo)

## Khái quát dịch vụ
Tàu phục vụ hàng ngày từ 04:26 sáng đến 01:18 ngày hôm sau với tần suất 2,5 phút một tàu trong giờ cao điểm và 4 phút một tàu lúc bình thường. Đi hết một vòng Yamanote hết 59 đến 65 phút. Tất cả các tàu đều có dừng ở tất cả các ga trên tuyến. Các tàu được bảo dưỡng, vào, ra tại các khu depot ở ga Ōsaki và đôi khi ở ga Ikebukuro. Một số tàu cũng bắt đầu phục vụ từ ga Tamachi vào buổi sáng và kết thúc tại ga Shinagawa vào buổi tối. Ở Nhật Bản do lưu thông ở bên trái, nên hướng tàu chạy theo chiều kim đồng hồ đuọc gọi là Vòng ngoài (外回り (ngoại hồi) soto mawari) và ngược chiều kim đồng hồ được gọi là Vòng trong (内回り (nội hồi) uchi mawari).
Các tàu của tuyến này đều có màu xanh cốm đặc trưng (■, mã Munsell 7.5GY 6.5/7.8) trong tiếng Nhật là "màu xanh chim chích bụi Nhật Bản" (ウグイス色 uguisu-iro).

## Hành khách và sự quá tải
Theo thống kê, số hành khách của tuyến Yamanote năm 2015 là 1,097,093. Tuy nhiên, con số này đã bao gồm cả một số tuyến khác có một phần song song với Yamanote. Mặt vòng phía Tây của tuyến song song với Tuyến Saikyō và Tuyến Shōnan–Shinjuku; Mặt vòng phía Đông lại song song một phần với Tuyến Tohoku và Tuyến Tōkaidō Chính.
Do tuyến Yamanote kết nối quanh các khu quan trọng của Tokyo nên số lượng hành khách phục vụ hàng ngày hết sức lớn. Một vài đoạn của tuyến này đã phải phục vụ tới 250% công suất thiết kế trong những năm 1990, và vẫn trên 200% trong những năm 2000. Việc khai trương mới các tuyến thay thế Tuyến ngầm Tokyo Fukutoshin đã giảm tải đáng kể cho đoạn từ ga Shibuya tới ga Ikebukuro. Năm 2016, một số đoạn chỉ còn phục vụ 167% công suất thiết kế.

## Tên gọi
Cái tên "Yamanote" (やまのて) liên quan đến đất liền, chân đồi (do một số khu vực tuyến chạy qua gần biển). Tại Tokyo "Yamanote" nằm dọc phía tây của toàn bộ tuyến vòng có khá nhiều đồi thoải. Trong tiếng Nhật, yama (やま) có nghĩa là 'núi', trợ từ sở hữu no (の), còn te (て) có nghĩa là 'tay', như vậy nôm na là "tay của núi".
Tuyến Yamanote được viết chính thức trong tiếng Nhật không có kana no (の、ノ), chỉ còn lại là hai chữ Hán 山手 (Sơn Thủ) thường phát âm là yamate, tương tự như Yamate-dōri (đường Yamate), chạy song song với phía tây của tuyến Yamanote. Tuyến Seishin-Yamate ở Kobe và khu vực Yamate ở Yokohama cũng sử dụng phát âm này.
Sau Thế Chiến II, SCAP ra lệnh tên tất cả các tàu, tuyến phải La Tinh hóa, và Yamanote trở thành Yamate. Cho đến năm 1971, khi các Công ty Đường sắt Quốc gia Nhật Bản(JNR) thay đổi cách phát âm lại về "Yamanote". Một số những người già vẫn quen gọi đây là "tuyến Yamate".

## Danh sách các ga
- Các ga lớn dưới đây liệt kê theo chiều kim đồng hồ từ Shinagawa tới Tabata, nhưng theo mục đích vận hành thì các tàu khởi hành và dừng tại Ōsaki. Vì giao thông Nhật Bản là lưu thông ở bên trái, nên vòng ngoài là thuận chiều kim đồng hồ và vòng trong là ngược chiều kim đồng hồ.
  - Vòng ngoài (外回り soto mawari): Shinagawa → Shibuya → Shinjuku → Ikebukuro → Tabata → Ueno → Tokyo → Shinagawa
  - Vòng trong (内回り uchi mawari): Shinagawa → Tokyo → Ueno → Tabata → Ikebukuro → Shinjuku → Shibuya → Shinagawa
- Tất cả các ga đều trong khu vực 23 quận đặc biệt của Tokyo.
- Tất cả các tàu đều qua và dừng ở tất cả các ga (không có tàu nhanh bỏ qua các ga nhỏ).
- Các ga có dấu "(R)" có nghĩa hành khách có thể chuyển sang Tuyến Keihin-Tōhoku tốc hành.

| Tuyến              | Số ga | Tên ga           | Tên ga           | Chuyển tuyến | Khoảng cách | Tổng khoảng cách | Vị trí | Vị trí       |
| Tuyến              | Số ga | Tiếng Anh        | Tiếng Nhật       | Chuyển tuyến | Khoảng cách | Tổng khoảng cách | Vị trí | Vị trí       |
| ------------------ | ----- | ---------------- | ---------------- | --- | ----------- | ---------------- | ------ | ------------ |
| Tuyến Yamanote     | JY 25 | Shinagawa        | 品川             | Tokaido Shinkansen JT Tuyến Tōkaidō (JT 03) JO Tuyến Yokosuka (JO 17) JK Tuyến Keihin-Tōhoku (JK 20) KK Tuyến Keikyu Chính (KK 01) | 0.9         | 0.0              | Tokyo  | Minato-ku    |
| Tuyến Yamanote     | JY 24 | Ōsaki            | 大崎             | JA Tuyến Saikyō (JA 08) JS Tuyến Shōnan-Shinjuku (JS 17) R Tuyến TWR Rinkai (R 08) | 2.0         | 2.0              | Tokyo  | Shinagawa-ku |
| Tuyến Yamanote     | JY 23 | Gotanda          | 五反田           | A Tuyến Toei Asakusa (A-05) IK Tuyến Tokyu Ikegami (IK 01) | 0.9         | 2.9              | Tokyo  | Shinagawa-ku |
| Tuyến Yamanote     | JY 22 | Meguro           | 目黒             | N Tuyến Tokyo Metro Namboku (N-01) I Tuyến Toei Mita (I-01) MG Tuyến Tokyu Meguro (MG 01) | 1.2         | 4.1              | Tokyo  | Shinagawa-ku |
| Tuyến Yamanote     | JY 21 | Ebisu            | 恵比寿           | JS Tuyến Shōnan-Shinjuku (JS 18) JA Tuyến Saikyō (JA 09) H Tuyến Tokyo Metro Hibiya (H-02) | 1.5         | 5.6              | Tokyo  | Shibuya-ku   |
| Tuyến Yamanote     | JY 20 | Shibuya          | 渋谷             | JS Tuyến Shōnan-Shinjuku (JS 19) JA Tuyến Saikyō (JA 10) G Tuyến Tokyo Metro Ginza (G-01) G Tuyến Tokyo Metro Ginza (Z-01) F Tuyến Tokyo Metro Fukutoshin (F-16) TY Tuyến Tokyu Toyoko (TY 01) DT Tuyến Tokyu Den-en-toshi (DT 01) Tuyến Keio Inokashira (IN 01) | 1.6         | 7.2              | Tokyo  | Shibuya-ku   |
| Tuyến Yamanote     | JY 19 | Harajuku         | 原宿             | C Tuyến Tokyo Metro Chiyoda (Meiji-jingumae, C-03) F Tuyến Tokyo Metro Fukutoshin (Meiji-jingumae, F-15) | 1.2         | 8.4              | Tokyo  | Shibuya-ku   |
| Tuyến Yamanote     | JY 18 | Yoyogi           | 代々木           | JB Tuyến Chūō-Sōbu (JB 11) E Tuyến Toei Oedo (E-26) | 1.5         | 9.9              | Tokyo  | Shibuya-ku   |
| Tuyến Yamanote     | JY 17 | Shinjuku         | 新宿             | JC Tuyến Chūō (Cao tốc) (JC 05) JB Tuyến Chūō-Sōbu (JB 10) JS Tuyến Shōnan-Shinjuku (JS 20) JA Tuyến Saikyō (JA 11) Tuyến Odakyu Odawara (OH 01) Tuyến Keio · Tuyến Keio Mới (KO 01) M Tuyến Tokyo Metro Marunouchi (M-08) S Tuyến Toei Shinjuku (S-01) E Tuyến Toei Oedo (Shinjuku, E-27 / Shinjuku-nishiguchi, E-01) Tuyến Seibu Shinjuku (Seibu-Shinjuku, SS 01)                                           | 0.7         | 10.6             | Tokyo  | Shinjuku-ku  |
| Tuyến Yamanote     | JY 16 | Shin-Ōkubo       | 新大久保         | | 1.3         | 11.9             | Tokyo  | Shinjuku-ku  |
| Tuyến Yamanote     | JY 15 | Takadanobaba     | 高田馬場         | Tuyến Seibu Shinjuku (SS 02) T Tuyến Tokyo Metro Tozai (T-03) | 1.4         | 13.3             | Tokyo  | Shinjuku-ku  |
| Tuyến Yamanote     | JY 14 | Mejiro           | 目白             | | 0.9         | 14.2             | Tokyo  | Toshima-ku   |
| Tuyến Yamanote     | JY 13 | Ikebukuro        | 池袋             | JS Tuyến Shōnan-Shinjuku (JS 21) JA Tuyến Saikyō (JA 12) Tuyến Seibu Ikebukuro (SI 01) TJ Tuyến Tōbu Tōjō (TJ 01) M Tuyến Tokyo Metro Marunouchi (M-25) Y Tuyến Tokyo Metro Yurakucho (Y-09) F Tuyến Tokyo Metro Fukutoshin (F-09) | 1.2         | 15.4             | Tokyo  | Toshima-ku   |
| Tuyến Yamanote     | JY 12 | Ōtsuka           | 大塚             | Tuyến Toden Arakawa (Otsuka-ekimae) (SA 23) | 1.8         | 17.2             | Tokyo  | Toshima-ku   |
| Tuyến Yamanote     | JY 11 | Sugamo           | 巣鴨             | I Tuyến Toei Mita (I-15) | 1.1         | 18.3             | Tokyo  | Toshima-ku   |
| Tuyến Yamanote     | JY 10 | Komagome         | 駒込             | N Tuyến Tokyo Metro Namboku (N-14) | 0.7         | 19.0             | Tokyo  | Toshima-ku   |
| Tuyến Yamanote     | JY 09 | Tabata           | 田端             | JK Tuyến Keihin-Tōhoku (JK 34) | 1.6         | 20.6             | Tokyo  | Kita-ku      |
| Tuyến Tohoku Chính | JY 08 | Nishi-Nippori    | 西日暮里         | JK Tuyến Keihin-Tōhoku (JK 33) C Tuyến Tokyo Metro Chiyoda (C-16) Tuyến Nippori-Toneri Liner (NT 02) | 0.8         | 21.4             | Tokyo  | Arakawa      |
| Tuyến Tohoku Chính | JY 07 | Nippori          | 日暮里           | JJ Tuyến Jōban (Cao tốc) (JJ 02) · Tuyến Jōban (JJ 02) JK Tuyến Keihin-Tōhoku (JK 32) KK Tuyến Keisei Chính (KS 02) Tuyến Nippori-Toneri Liner (NT 01) | 0.5         | 21.9             | Tokyo  | Arakawa      |
| Tuyến Tohoku Chính | JY 06 | Uguisudani       | 鶯谷             | JK Tuyến Keihin-Tōhoku (JK 31) | 1.1         | 23.0             | Tokyo  | Taitō-ku     |
| Tuyến Tohoku Chính | JY 05 | Ueno             | 上野             | Tohoku Shinkansen Joetsu Shinkansen Nagano Shinkansen Yamagata Shinkansen Akita Shinkansen JU Tuyến Utsunomiya (JU 02) JU Tuyến Takasaki (JU 02) JJ Tuyến Jōban (Cao tốc) (JJ 01) · Tuyến Jōban (JJ 01) JK Tuyến Keihin-Tōhoku (JK 30) G Tuyến Tokyo Metro Ginza (G-16) H Tuyến Tokyo Metro Hibiya (H-18) KS Tuyến Keisei Chính (Keisei Ueno, KS 01)                                                          | 1.1         | 24.1             | Tokyo  | Taitō-ku     |
| Tuyến Tohoku Chính | JY 04 | Okachimachi      | 御徒町           | JK Tuyến Keihin-Tōhoku (JK 29) G Tuyến Tokyo Metro Ginza (Ueno-hirokoji, G-15) H Tuyến Tokyo Metro Hibiya (Naka-okachimachi, H-17) E Tuyến Toei Oedo (Ueno-okachimachi, E-09) | 0.6         | 24.7             | Tokyo  | Taitō-ku     |
| Tuyến Tohoku Chính | JY 03 | Akihabara        | 秋葉原           | JK Tuyến Keihin-Tōhoku (JK 28) JB Tuyến Chūō-Sōbu (JB 19) Tuyến Cao Tốc Tsukuba (TX 01) H Tuyến Tokyo Metro Hibiya (H-16) Tuyến Toei Shinjuku (Iwamotocho, S-08) | 1.0         | 25.7             | Tokyo  | Chiyoda-ku   |
| Tuyến Tohoku Chính | JY 02 | Kanda            | 神田             | JC Tuyến Chūō (JC 02) JK Tuyến Keihin-Tōhoku (JK 27) G Tuyến Tokyo Metro Ginza (G-13) | 0.7         | 26.4             | Tokyo  | Chiyoda-ku   |
| Tuyến Tohoku Chính | JY 01 | Tokyo            | 東京             | Tokaido Shinkansen Tohoku Shinkansen Joetsu Shinkansen Nagano Shinkansen Yamagata Shinkansen Akita Shinkansen JT Tuyến Tōkaidō (JT 01) JO Tuyến Sōbu (Cao tốc) · Tuyến Yokosuka (JO 19) Tuyến Chuo (Cao tốc) (JC 01) JK Tuyến Keihin-Tōhoku (JK 26) JE Tuyến Keiyō (JE 01) M Tuyến Tokyo Metro Marunouchi (M-17) T Tuyến Tokyo Metro Tōzai (Ōtemachi, T-11) Tuyến Tokyo Metro Chiyoda (Ga Nijūbashimae, C-10) | 1.3         | 27.7             | Tokyo  | Chiyoda-ku   |
| Tuyến Tokaido      | JY 30 | Yūrakuchō        | 有楽町           | JK Tuyến Keihin-Tōhoku (JK 25) Y Tuyến Tokyo Metro Yurakucho (Y-18) H Tuyến Tokyo Metro Hibiya (Hibiya, H-08) C Tuyến Tokyo Metro Chiyoda (Hibiya, C-09) I Tuyến Toei Mita (Hibiya, I-08) | 0.8         | 28.5             | Tokyo  | Chiyoda-ku   |
| Tuyến Tokaido      | JY 29 | Shimbashi        | 新橋             | JT Tuyến Tōkaidō (JT 02) JO Tuyến Yokosuka (JO 18) JK Tuyến Keihin-Tōhoku (JK 24) Tuyến Yurikamome (U-01) G Tuyến Tokyo Metro Ginza (G-08) A Tuyến Toei Asakusa (A-10) | 1.1         | 29.6             | Tokyo  | Minato-ku    |
| Tuyến Tokaido      | JY 28 | Hamamatsuchō     | 浜松町           | JK Tuyến Keihin-Tōhoku (JK 23) MO Tuyến Tokyo Monorail (Hamamatsuchō, MO 01) A Tuyến Toei Asakusa (Daimon, A-09) E Tuyến Toei Oedo (Daimon, E-20) | 1.2         | 30.8             | Tokyo  | Minato-ku    |
| Tuyến Tokaido      | JY 27 | Tamachi          | 田町             | JK Tuyến Keihin-Tōhoku (JK 22) A Tuyến Toei Asakusa (Mita, A-08) I Tuyến Toei Mita (Mita, I-04) | 1.5         | 32.3             | Tokyo  | Minato-ku    |
| Tuyến Tokaido      | JY 26 | Takanawa Gateway | 高輪ゲートウェイ | JK Tuyến Keihin-Tōhoku (JK 21) A Tuyến Toei Asakusa (Ga Sengakuji, A-07) JK Tuyến Keihin-Tōhoku (Tuyến chính) (Ga Sengakuji, A-07) | 1.3         | 33.6             | Tokyo  | Minato-ku    |
| Tuyến Tokaido      | JY 25 | Shinagawa        | 品川             | Tokaido Shinkansen JT Tuyến Tōkaidō (JT 03) JO Tuyến Yokosuka (JO 17) JK Tuyến Keihin-Tōhoku (JK 20) KK Tuyến Keikyu Chính (KK 01) | 0.9         | 34.5             | Tokyo  | Minato-ku    |

## Các thế hệ tàu
Tính đến  tháng 10 năm 2022, Toàn tuyến hoạt động với một đội gồm 50 tàu (ban đầu 52 tàu, sau đó chuyển 2 tàu sang Tuyến Chuo Sobu) 11 toa dòng E231-500, được bàn giao bắt đầu từ 21 tháng 4 năm 2002. Ban đầu, mỗi tàu này có hai "toa 6 cửa" (6 cặp cửa dọc theo mạn tàu) và hàng ghế ngồi cho hành khách có thể được gấp lại để tăng diện tích sử dụng vào giờ cao điểm buổi sáng (từ 8 đến 10 giờ sáng). Từ 22 tháng 2 năm 2010, các hàng ghế này không còn được gấp lại nữa, và đều được đồng bộ chuẩn thành "toa 4 cửa" (4 cặp cửa dọc theo mạn tàu) từ 31 tháng 8 năm 2011. Điều này làm cho giảm tắc nghẽn trên tuyến cũng như hoàn thiện cửa an toàn (giữa sân ga với đường ray) ở tất cả các ga vào năm 2017.

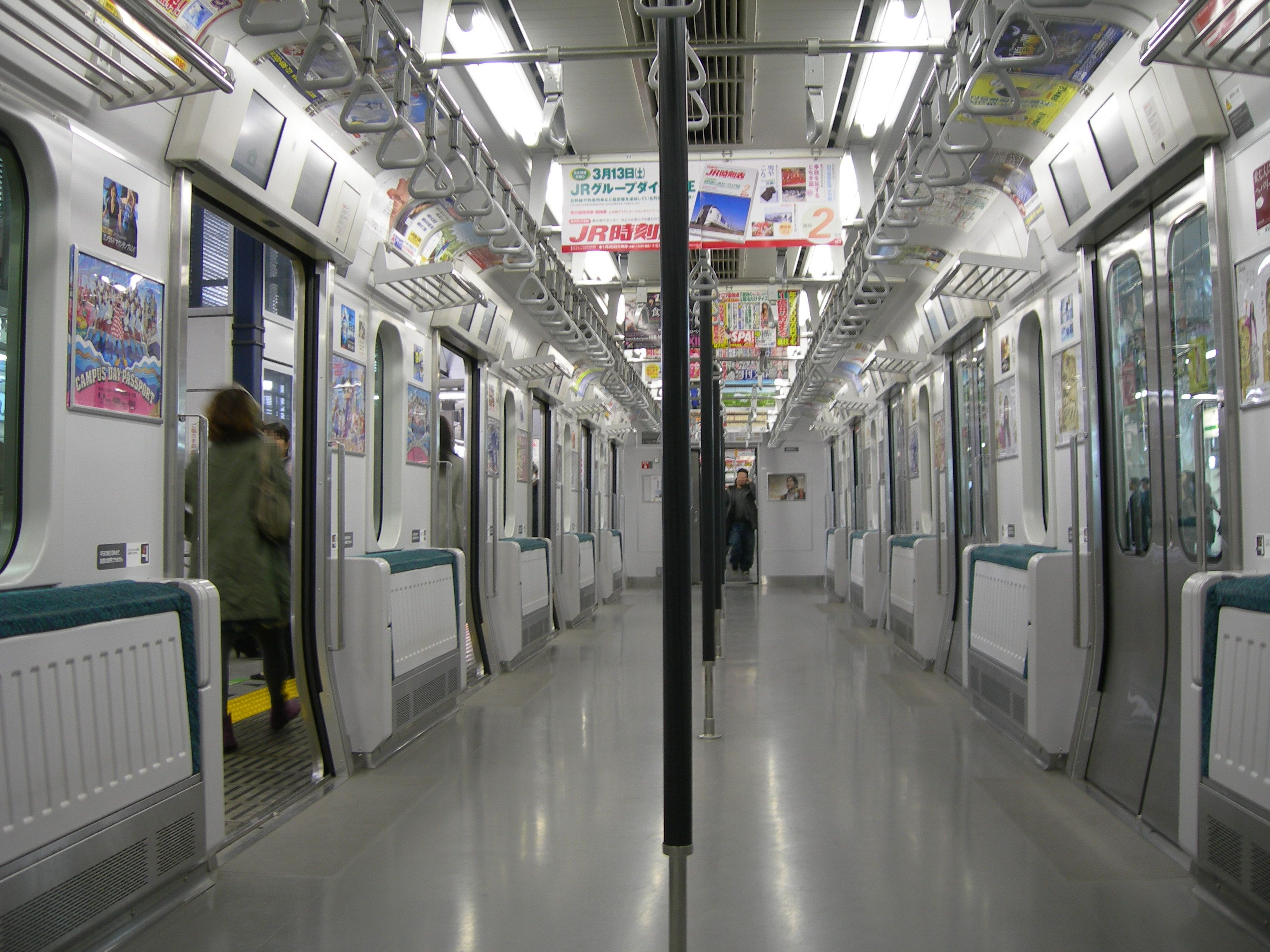
Toa 6 cửa (trước đây) trên các tàu dòng E231-500 có các hàng ghế đang được gấp lại, tháng 1 năm 2010

Dòng E231 series hỗ trợ một hệ thống điều khiển mới, có tên là digital Automatic Train Control (D-ATC), giúp giảm thời gian đi hết một vòng Yamanote xuống còn 58 phút. Trên tàu cũng có thiết kế mới, 2 màn hình LCD 15-inch lắp trên mỗi cửa ra-vào, một dùng để hiển thị quảng cáo, tin tức, dự báo thời tiết; một dùng để hiển thị thông tin của điểm dừng tiếp theo (bằng cả tiếng Nhật và tiếng Anh) cùng với thông báo thông tin tàu trễ (nếu có) trên Shinkansen và các tuyến khác trong khu vực Tokyo. Các tàu dòng E231-500 được bảo dưỡng tại khu depot Tokyo General Rolling Stock Centre gần ga Ōsaki.
Những chiếc đầu tiên của dòng E235 11-toa được khai trương vào 30 tháng 11 năm 2015, nhưng một số mắc lỗi kỹ thuật, như đèn báo đã đóng cửa, kết quả là tàu được đưa trở lại sửa chữa vào cùng ngày. Sau đó các tàu dòng này được trở lại phục vụ trên tuyến Yamanote và 7 tháng 3 năm 2016. Các tàu dòng E235 đã thay thế hoàn toàn các tàu E231 vào ngày 21 tháng 1 năm 2020.

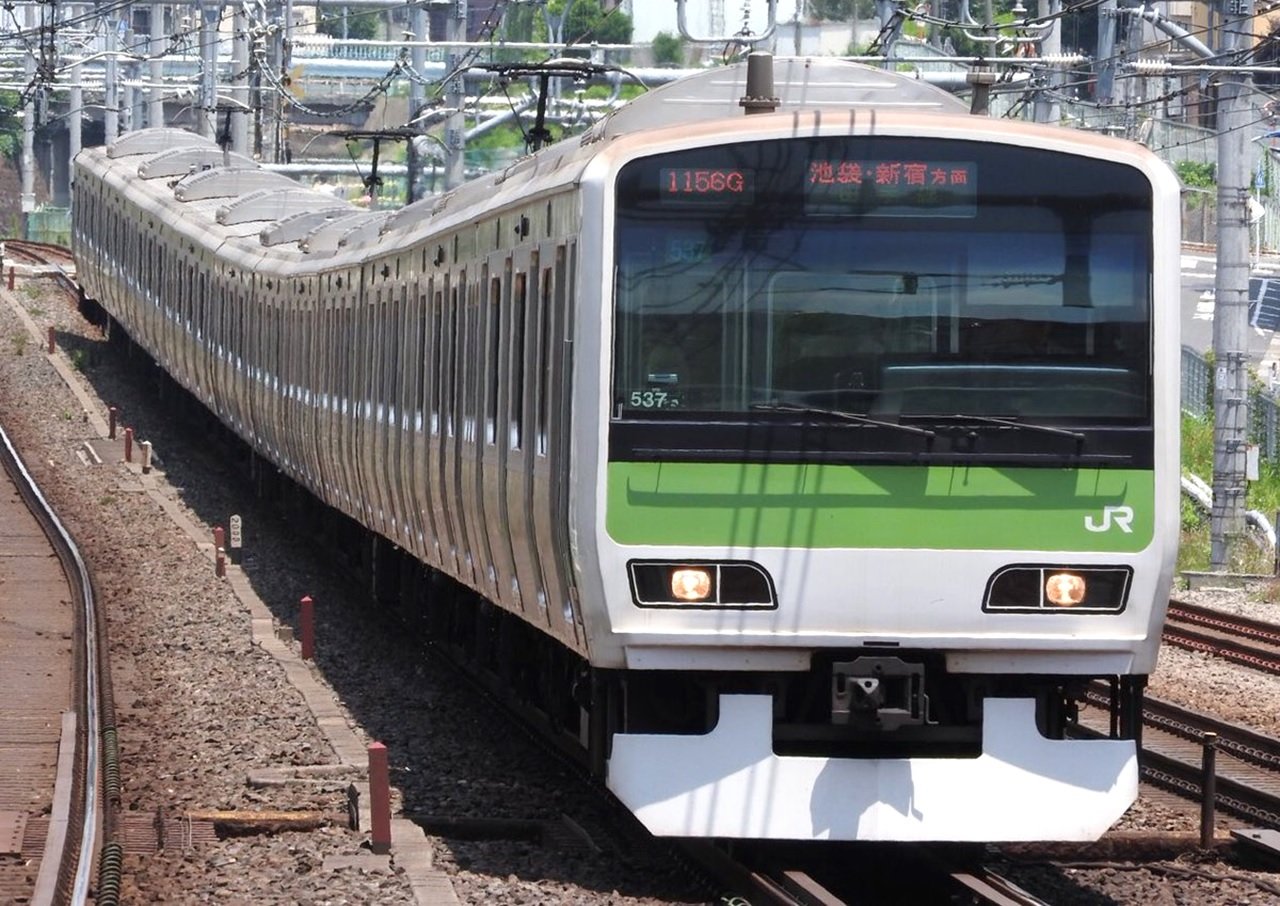
Một tàu dòng E231-500 trên tuyến Yamanote vào tháng 3 năm 2018
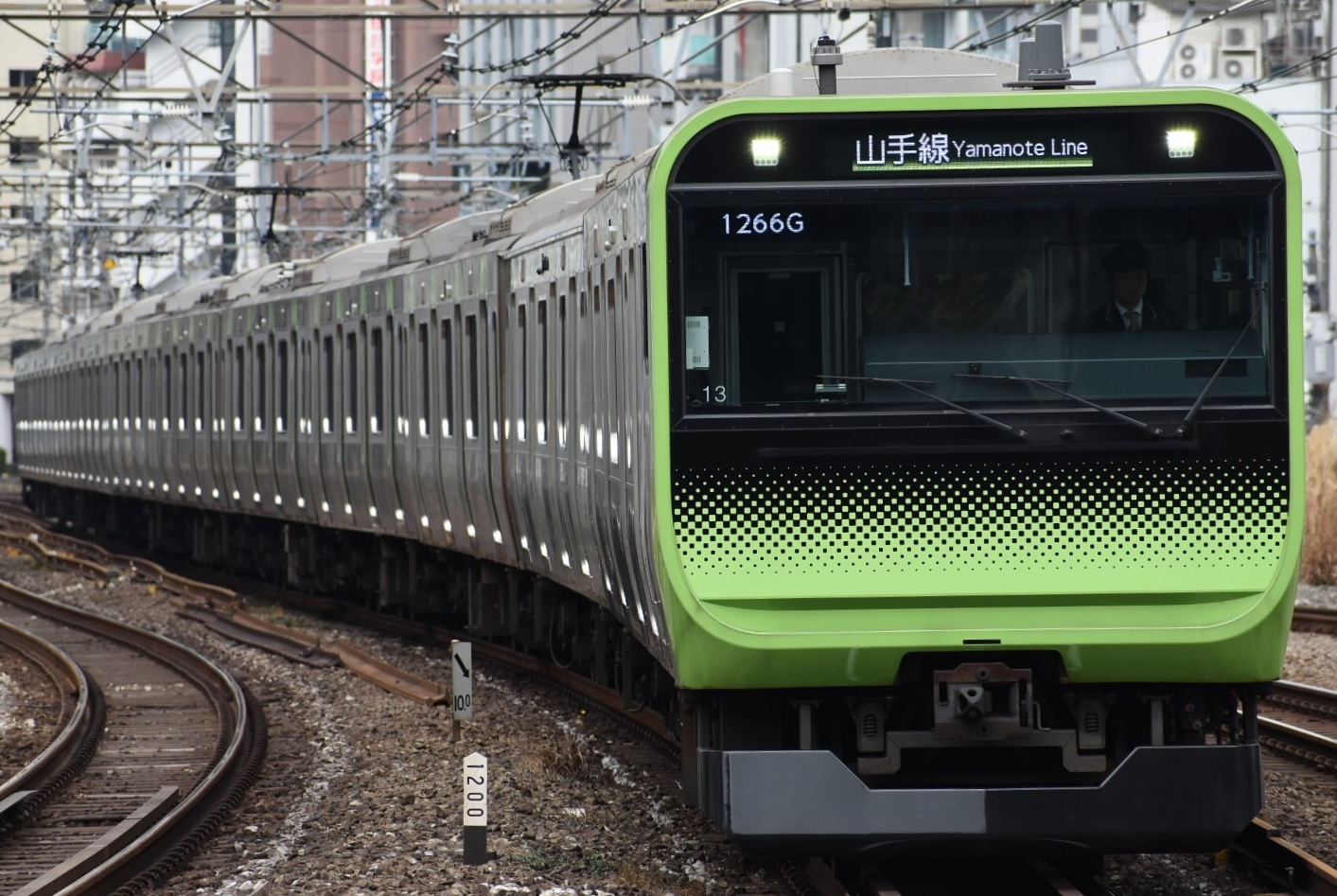
Tàu mới dòng E235 đang được thử nghiệm tháng 4 năm 2020

### Các thế hệ tàu cũ
- Dòng E231 (Từ 2005 đến ngày 20/1/2020)
- Dòng DeHa 6100 (từ 1909, không rõ thời điểm kết thúc sử dụng)
- MoHa 10
- Dòng 63
- Dòng 72
- Dòng 101 (カナリア・イエロー (? màu vàng chanh), từ tháng 9 năm 1961 đến1968)[12]
- Dòng 103 (鶯 (/ うぐいす? màu xanh chim sơn ca), từ tháng 12 năm 1963 đến 26 tháng 6 năm 1988)[13]
- Dòng 205 (từ 25 tháng 3 năm 1985 đến 17 tháng 4 năm 2005)

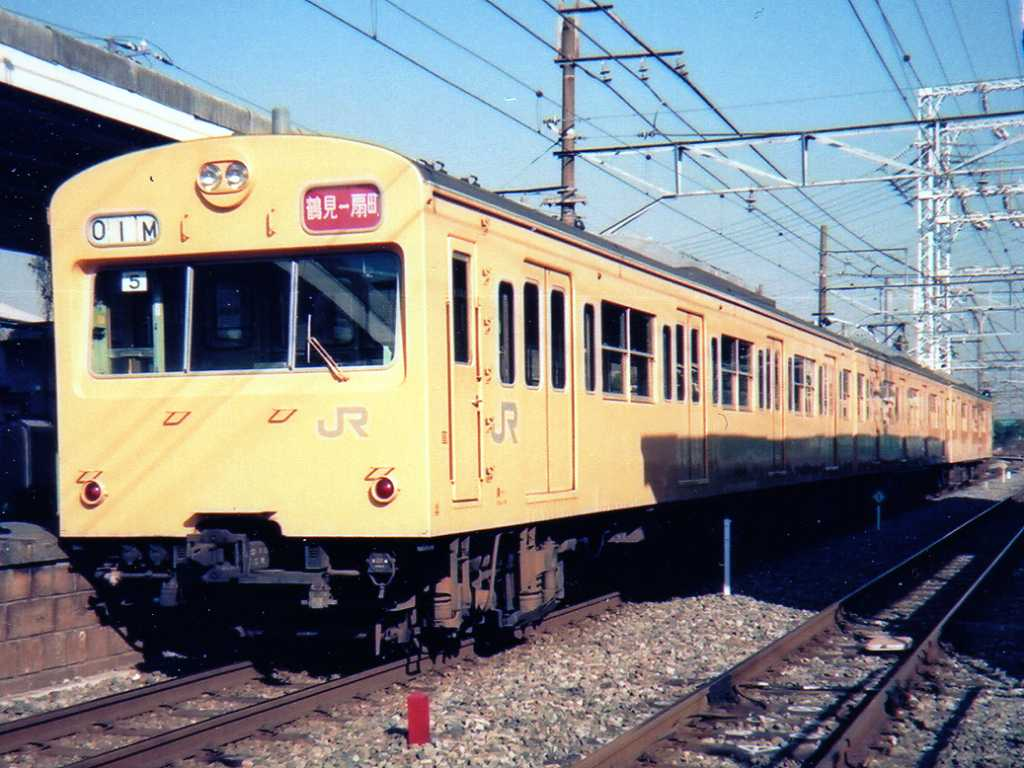
Một tàu của tuyến Tsurumi dòng 101, có màu vàng chanh
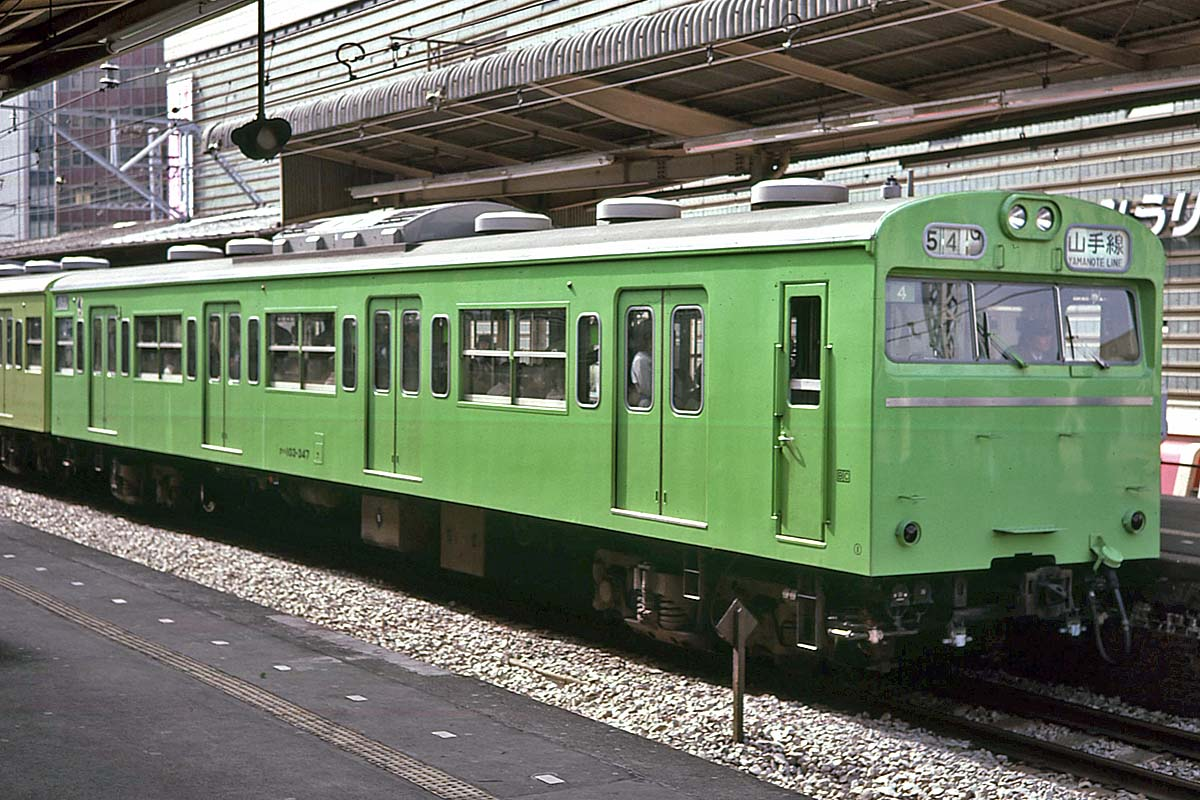
Một tàu thuộc tuyến Yamanote, dòng 103 vào tháng 3 năm 1985
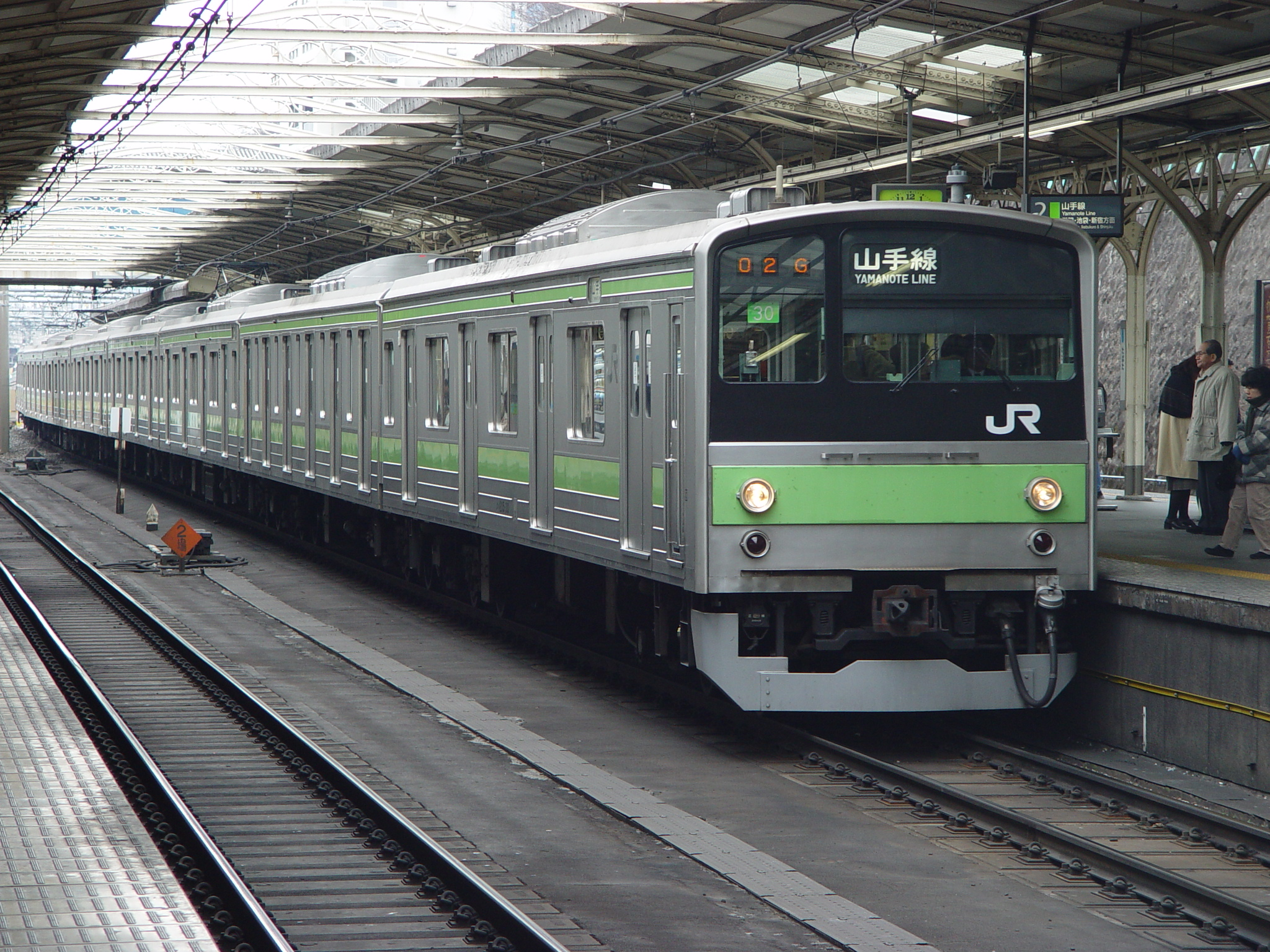
Một tàu thuộc tuyến Yamanote, dòng 205 vào tháng 2 năm 2003

## Lịch sử

Biểu đồ các thời kỳ của Tuyến Yamanote và các tuyến của JR

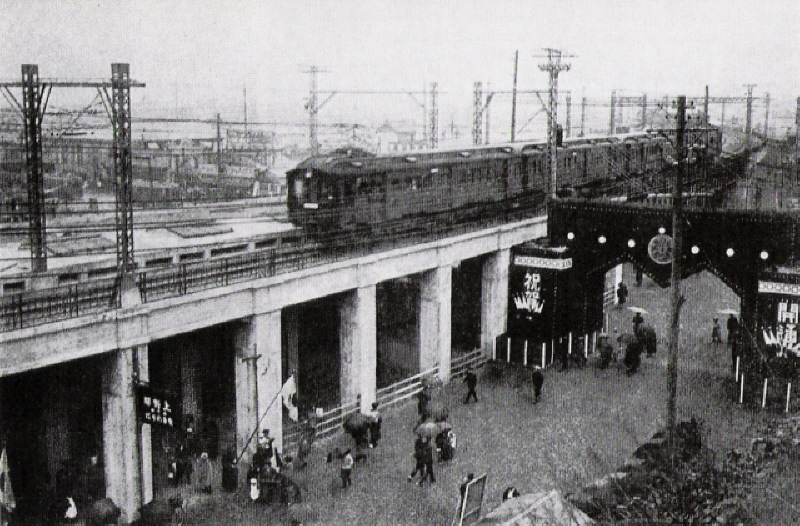
Tuyến Yamanote năm 1925

Tiền thân của tuyến Yamanote hiện tại được mở vào 1 tháng 3 năm 1885 bởi Công ty Đường sắt Nhật Bản kết nối ga Shinagawa xuống phía Nam và ga Akabane lên phía Bắc. Phần đỉnh của vòng Yamanote nối ga Ikebukuro và ga Tabata (có độ dài 3.3 km) được mở vào 1 tháng 4 năm 1903, và sau được hợp nhất thành tuyến Yamanote vào 12 tháng 10 năm 1909.
Tuyến được điện khí hóa vào năm 1909, cùng năm đó đoạn giữa Osaki - Shinagawa được nâng cấp lên đường đôi. Toàn bộ vòng Yamanote được hoàn thành vào năm 1925 cùng với đường đôi, điện khí hóa giữa ga Kanda và ga Ueno và 1 tháng 11, kết nối phía bắc và nam thông qua ga Tokyo. Một tuyến vận tải chạy song song cũng được hoàn thiện vào năm 1925, dọc theo mạn trái của vòng Yamanote giữa Shinagawa và Tabata.
Thời kỳ trước chiến tranh, Bộ Đường Sắt không cho phép các công ty đường sắt tư nhân không được mở tuyến đường mới xuyên qua tuyến Yamanote để vào vùng trung tâm của thành phố, nên các tuyến đều chỉ có điểm cuối là các ga trên Yamanote mà không vào sâu hơn.[cần dẫn nguồn] Chính sách này lại làm thúc đẩy phát triển các khu vực mới chung quanh trung tâm thành phố gọi là các khu đô thị mới (新都心、副都心 shintoshin, fukutoshin), đáng chú ý nhất là Shinjuku và Ikebukuro (trở thành hai ga hành khách bận rộn nhất trên thế giới).
Tuyến Yamanote hiện tại thực sự ra đời vào 19 tháng 11 năm 1956, khi nó được tách ra khỏi Tuyến Keihin-Tōhoku và có đường ray riêng (phía bên phải của vòng Yamanote giữa Shinagawa và Tabata). Tuy nhiên, các tàu của Tuyến, Yamanote vẫn định kỳ sử dụng đường ray của Tuyến Keihin-Tōhoku, đặc biệt vào các ngày nghỉ và giờ thấp điểm, cho tới khi dịch vụ tốc hành được đưa vào hoạt động trên Tuyến Keihin-Tōhoku năm 1988.
Một vụ nổ lớn xảy ra trên Tuyến Vận tải Yamanote ở Shinjuku năm 1967 dẫn tới việc chuyển hướng giao thông vận tải sang Tuyến Musashino. Để tránh lãng phí, đường ray này được cơ cấu lại để phục vụ cho Tuyến Saikyo và Tuyến Shōnan-Shinjuku, cũng như tàu tốc hành Narita Express và các dịch vụ phụ khác. Bên cạnh đó, cũng đang có các kế hoạch kết nối Tuyến Tohoku Chính và Tuyến Joban vào Tuyến Tokaido Chính thông qua tuyến mới có tên là Ueno-Tokyo giảm tải cho các khu vực quả tải trên Tuyến Yamanote Line hiện tại, dự đinh từ ga Ueno đến ga Okachimachi.
Hệ thống tự động điều khiển tàu (ATC) được giới thiệu vào 6 tháng 12 năm 1981 và hệ thống điều khiển kỹ thuật số (D-ATC) ra đời 30 tháng 7 năm 2006.
Các ga tàu của JR East khu vực Tokyo được đánh mã số bắt đầu từ 20 tháng 8 năm 2016, với "JY" là tiền tố cho các ga của Tuyến Yamanote.

## Dự kiến phát triển
Tháng 1, 2012, đã có dự kiến xây dựng một ga mới chung cho Tuyến Yamanote và Tuyến Keihin-Tohoku giữa Shinagawa và Tamachi, hiện tại ga mới nhất được thêm vào tuyến là Nishi-Nippori năm 1971. Khoảng cách giữa Shinagawa và Tamachi là 2,2 km, đây là khoảng cách lớn nhất giữa 2 ga trên Tuyến Yamanote. Nhà ga mới sẽ được xây dựng trên khuôn viên 20 hecta; gần như song song với ga Sengakuji của Tuyến Toei Asakusa và Keikyu Chính. Các đường ray của Tuyến Yamanote và Keihin Tohoku Line sẽ được dịch một chút sang phải để gần hơn với tuyến Tokaido Shinkansen hiện tại. Phần phía đông sẽ được tái cấu trúc với các nhà cao tầng, văn phòng, kết nối tốt hơn với tuyến Shinkansen và sân bay Haneda. Nhà ga sau đó được đặt tên là "Takanawa Gateway" (高輪ゲートウェイ), đã mở cửa vào đúng thời gian Thế vận hội Mùa hè 2020 được tổ chức tại Tokyo.